# به همسرم جواب نده
به همسرم جواب نده (به هندی: Meri Biwi Ka Jawaab Nahin) یک فیلم سینمایی هندی تولید سال ۱۹۹۴ است ولی در سال ۲۰۰۴ و پس از ۱۰ سال اکران شد این فیلم به کارگردانی پانکوج پاراشار با بازی آکشی کومار، سری دوی، گلشن گروور، انوپم کهیر، جانی لور، لاکسیمیکانت برد، کیران کومار است.